# Коршков, Егор Алексеевич
Егор Алексеевич Коршков (род. 10 июля 1996, Новосибирск) — российский хоккеист, нападающий.

## Биография
Родился в Новосибирске, является воспитанник «Казахмыса» и «Сибири». Его отец, также хоккеист Алексей Коршков, был первым учителем сына.
На взрослом уровне дебютировал в сезоне 2011/12 в чемпионате Казахстана в составе команды «Барыс-2». В 2014 году дебютировал в составе «Локомотива» Ярославль в предсезонном турнире, а затем и в официальном матче чемпионата КХЛ.
1 мая 2019 подписал двухлетний контракт новичка с клубом Национальной хоккейной лиги «Торонто Мейпл Лифс». 4 мая в первом матче за фарм-клуб «Мейпл Лифс», забросил шайбу. 16 февраля 2020 года впервые был вызван на матч НХЛ против «Баффало Сейбрз» и сразу же забил первый гол.

### В сборной
Серебряный призёр чемпионата мира среди молодёжных команд 2016. В полуфинале со сборной США сделал голевую передачу и забросил победную шайбу.

## Статистика
| Легенда | Легенда                    | Легенда | Легенда                   | Легенда | Легенда    |
| ------- | -------------------------- | ------- | ------------------------- | ------- | ---------- |
| И       | Количество проведённых игр | Штр     | Штрафное время            | +/−     | Плюс-минус |
| Г       | Голы                       | П       | Голевые передачи          | О       | Очки       |
| -       | Статистика неизвестна      | —       | Статистика не учитывалась |         |            |